# جرابرد، هادروت
جرابرد (به ارمنی: Ջրաբերդ) یک منطقهٔ مسکونی در جمهوری آرتساخ است که در استان هادروت واقع شده‌است.